# 1618 год в литературе

## События
- Франсуа де Россе перевёл на французский язык и опубликовал вторую часть «Дон Кихота» Мигеля де Сервантеса.
- В Париже открылся литературный салон мадам де Рамбуйе.
- Лопе де Вега переработал одну из лучших своих комедий «Валенсианскую вдову»
- Английский поэт и драматург, Бен Джонсон пешком отправился в свою родную Шотландию.

## Книги и пьесы
- «Собака на сене» Лопе де Вега
- «Жизнь Маркоса де Обрегона» (Relaciones de la vida del escudero Marcos de Obregón ) Висенте Эспинеля
- «Tractatus secundus. De naturae simia seu technica macrocosmi historia» Роберта Фладда
- «История церковной десятины» Джона Селдена
- Посмертно изданы комедии и трагедии Якоба Айрера «Opus theatricum, 30 ausbündige schöne Comedien und Tragedien, somit noch andern 36 schönen, süssigen und küntzweiligen Fassnacht- oder Possenspielen»
- «Компенсация для леди» (Amends for Ladies) Натана Филда
- «Верноподданный» (The loyal subject) Джона Флетчера
- Хуан Хауреги издал в Севилье сборник стихотворений
- «Emblemata en Zinnebeelder» Якоба Катса
- «Hespana libertada» Бернарды Феррейры де Ласерда[1]

## Родились
- 8 января — Жаклин Буэт де Блемур, французская монахиня, писательница (ум. 1696).
- 12 февраля — Олаф Верелий, шведский историк, опубликовавший впервые саги и словарь древнескандинавского языка (ум. 1682).

## Без точной даты
- Акоп Карнеци, армянский писатель, историк.
- Роже Бюсси-Рабютен, исторический писатель (ум. 1693).
- Абрахам Каули, английский поэт (ум. 1667).
- Давид Конфорте, автор хроники еврейских учёных.
- Юрий Крижанич, хорватский богослов, философ, писатель, лингвист, историк, этнограф, публицист (ум. 1683).
- Агустин Морето-и-Каванья, испанский драматург (ум. 1669).

## Скончались
- 16 марта — Гербранд Адрианс Бредеро, нидерландский поэт и драматург (род. 1585).
- 5 сентября — Венцеслаус Варих, серболужицкий писатель и переводчик
- 28 сентября — Джосуа Сильвестер, английский поэт (род. 1563).
- 29 октября — Уолтер Рэли, английский поэт и писатель, историк
- 5 ноября — Элиаш Лани, словацкий поэт, религиозный писатель (род. 1570).
- 26 декабря — Альбин Моллер, нижнелужицкий писатель, богослов, переводчик, издал первые три печатные книги на нижнелужицком языке (род. 1541).

## Без точной даты
- Вацлав Бржезан, чешский историк, автор ряда исторических трудов (род. 1568).
- Иоанн Антонио Кумис, итальянский иезуитский миссионер. Автор нескольких записок, посвященных истории Инков (род. 1537).
- Винченцо Кардоне, итальянский священник и поэт.